# Bokito (Gorilla)

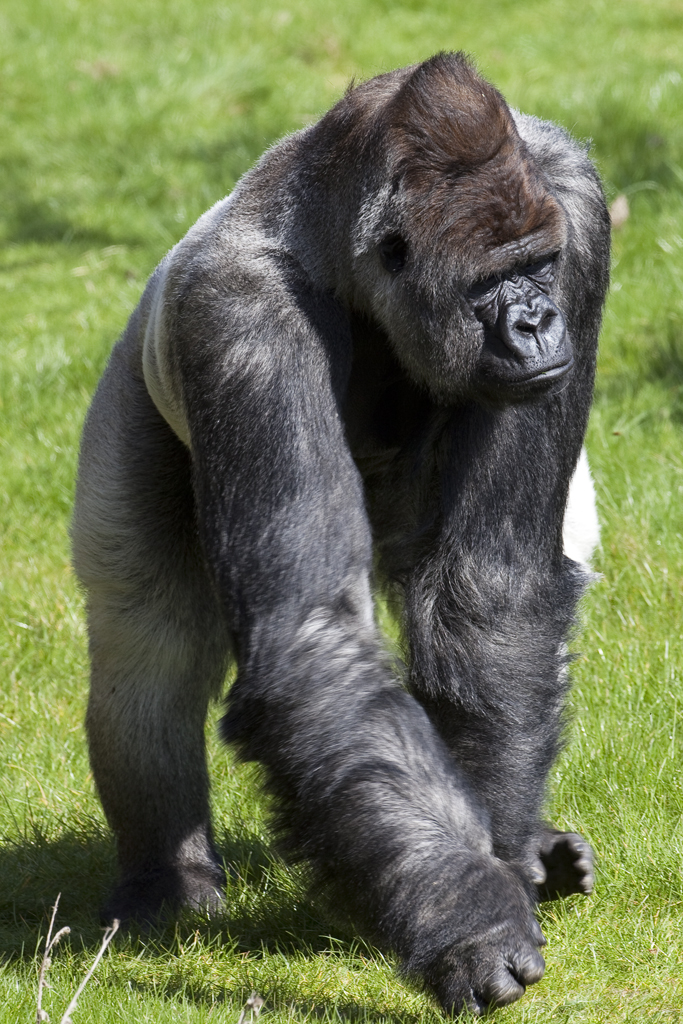
Bokito 2010 im Rotterdamer Zoo Blijdorp

Bokito (* 14. März 1996 in Berlin; † 4. April 2023 in Rotterdam) war ein männlicher Westlicher Gorilla.
Nach seiner Geburt im Zoologischen Garten Berlin wurde er von seiner Mutter M′penzi zurückgewiesen und von menschlichen Betreuern aufgezogen. Im August 2005 brachte man ihn in den Tiergarten Blijdorp in Rotterdam, wo er bis zu seinem Tod lebte. Als dominanter Silberrücken seiner Familie hatte er bis 2014 sechs Nachkommen gezeugt, alle weiblich, von denen fünf noch am Leben sind. Ihre Namen sind Thirza, Adira, Tuena, Tonka und Ayba.
Im Frühjahr 2015 wurde Bokito erneut Vater. Beide Zuchtweibchen des Rotterdam Zoos (Tamani, * 1993 und Aya, * 1995) brachten diesmal jeweils einen Sohn zur Welt. Seine Söhne sind Aybo und Thabo. In Rotterdam hatte Bokito nach mehreren Jahren auch einen Konkurrenten, den 2007 geborenen Nasibu. Es ist geplant, dass dieser die Zucht mit Bokitos herangewachsenen Töchtern fortsetzen soll. Außerdem lebt in Rotterdam noch die 1973 geborene Gorillafrau Anette. Mit der 23 Jahre älteren Gorillafrau hatte Bokito keine gemeinsamen Nachkommen. Anettes Jungtiere, die sie mit Bokitos Vorgänger hatte, leben heute nicht mehr in Rotterdam, weil sie an andere Zoos abgegeben wurden.  
Der Enkel des 2008 verstorbenen Matze erlangte durch seine Ausbruchsversuche eine breitere, auch internationale Bekanntheit, insbesondere durch den zweiten im Jahr 2007.

## Jugend und Familie
Bokito wurde 1996 in Berlin als Sohn der Gorillafrau M’penzi und des Gorillamannes Derrik geboren. Dieses Gorillapaar hatte noch zwei weitere Nachkommen. Es sind dies die 1992 geborene Yola und die 2000 geborene Shanga. Yola ist 2013 gestorben und hinterlässt einen 2009 geborenen Sohn (in La Palmyre). Shanga lebt heute auch nicht mehr in Berlin und hat inzwischen mit ihrem Partner Makula zwei Nachkommen (Mosi und Zola). Bokitos Vater Derrik starb bereits 2005. Durch Derrik hat er auch drei Halbgeschwister.
Bokito wurde wie auch seine Schwestern nicht von der Mutter angenommen. Er war eine Handaufzucht. Alle drei Nachkommen zeigten trotz der Handaufzucht normales Verhalten, was sie durch ihre Nachkommen auch bewiesen haben. Primatologen rätseln, warum Gorillamütter häufig ihre Jungtiere nicht annehmen. Im konkreten Fall ist die mögliche Ursache, dass M’penzis Mutter Dufte zeitgleich in Berlin lebte und diese unnatürliche Situation (normalerweise verlassen junge Gorillafrauen ihre Herkunftsfamilie und schließen sich einem fremden Mann an) dazu führte, dass sich M’penzi im Bereich der Jungtieraufzucht zu passiv verhielt. Dufte hatte 1992 auch zeitgleich mit M’Penzi ein Jungtier (Bobo). Sie zog damals beide Jungtiere auf, nahm also ihrer Tochter diese Arbeit ab.
Bokitos Urgroßmutter ist die hochbetagte Fatou. Sie wurde wohl 1957 geboren und gilt somit als der älteste in Gefangenschaft lebende Gorilla der Welt. Sie lebt heute noch zusammen mit ihrer Enkelin, Bokitos Mutter M’penzi, in Berlin.

## Ausbrüche
- Im Sommer 2004 überkletterte Bokito eine drei Meter hohe Wand seines Berliner Geheges, konnte aber ohne Probleme zurückgebracht werden.
- Am 18. Mai 2007 überwand er den vier Meter breiten Abzugsgraben seines Rotterdamer Geheges und griff eine 57-jährige Zoobesucherin an, der er mehrere Bisse und Frakturen beibrachte. Anschließend lief Bokito in ein Restaurant, wo er große Panik verursachte, bevor er mit einem Gewehr betäubt werden konnte. Als Grund für den gezielten Angriff auf die Frau vermutet man deren emotional gefärbte Beziehung zu Bokito. Sie hatte ihn zuvor fast täglich besucht und gegen den Rat des Zoopersonals immer wieder Blickkontakt zu ihm aufgenommen.[2]

## Sonstiges
„Bokitoproof“ ist ein holländisches Wort für „resistent gegen extremen Vandalismus“ und war Wort des Jahres 2007.